# Elizabeth Eisenstein
Elizabeth Lewisohn Eisenstein (11 ottobre 1923 – 31 gennaio 2016) è stata una storica statunitense della rivoluzione francese e dell'inizio del XIX secolo in Francia.

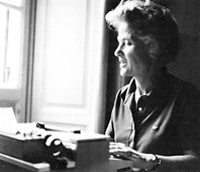
Elizabeth Eisenstein nel 1979 come primo membro interno per il "Centre for the Book" (Centro per il Libro) alla "Library of Congress" (Biblioteca del Congresso)

È conosciuta per i suoi studi sulla storia dei primordi della stampa, ove scrisse a proposito della transizione dall'era della cultura manoscritta a quella della cultura della stampa, così come del ruolo della stampa nel promuovere un vasto cambiamento culturale nella civiltà occidentale.

## Carriera
La Eisenstein frequentò il Vassar College dove conseguì la sua B.A. "Bachelor of Arts" (Diploma/Laurea di tre anni nel campo letterario-artistico), quindi continuò al Radcliff College dove conseguì la sua M.A. "Master of Arts" (Laurea specialistica in campo letterario-artistico) e il suo Ph. D. "Philosofy Doctorate" (Dottorato). Qui studiò sotto Crane Brinton.
Insegnò all'American University dal 1959 al 1974, quindi all'University of Michigan dove fu anche Alice Freeman Palmer insegnante di storia
Nel 1979 fu consulente interno per il Center for the Book (Centro per il Libro) alla "Library of Congress (Biblioteca del Congresso).
Ha ricoperto cariche come membro dell'Humanities Research Center (Centro per la Ricerca Umanistica) dell'Università Nazionale Australiana e del Center for Advanced Study (Centro Studi Avanzati) in Scienze del Comportamento a Palo Alto.
La Eisenstein fu anche professoressa visitatrice al Wolfson College, Oxford e pubblicò le sue lezioni di quel periodo sotto il nome di Grub Street Abroad.
È attualmente professoressa emerita all'University of Michigan.

## The Printing Press as an Agent of Change(La stampa come fattore di cambiamento)
L'opera meglio conosciuta della Eisenstein è The Printing Press as an Agent of Change, un'esplorazione in due volumi e 750 pagine degli effetti della stampa a caratteri mobili sull'élite letterata dell'Europa occidentale post-Gutenberg.
In questo lavoro focalizza sulle funzioni di diffusione, standardizzazione e conservazione della stampa e sul modo in cui queste funzioni aiutarono il progresso della Riforma Protestante, il Rinascimento e la Rivoluzione Scientifica.
L'opera della Eisenstein apportò metodo storico, rigore e chiarezza alle precedenti idee di Marshall McLuhan ed altri a proposito degli effetti generali di tali cambiamenti di media.
Questo testo accese un dibattito nella comunità accademica dal momento della sua pubblicazione e sta tutt'oggi ancora alimentando dibattiti e nuove ricerche. Il suo lavoro influenzò anche più recenti argomentazioni sul successivo sviluppo dei media digitali. Le sue opere sul passaggio dal manoscritto alla stampa condizionarono il pensiero sulla nuova transizione dal testo stampato ai formati digitali, incluso quello multimediale ed anche le nuove idee sulla definizione di "testo".

## Riconoscimenti
La Eisenstein ha ricevuto vari premi e riconoscimenti, inclusa la designazione a membro amico ("fellowship") del John Simon Guggenheim Memorial Foundation, del National Endowment for the Humanities e del Rockefeller Foundation.
Nel 2002 ha ricevuto l'"Award for Scholarly Distinction" del American Historical Association, and in 2004 the University of Michigan awarded her the honorary degree of Doctor of Humane Letters.
Nel 1993 la "National Coalition of Independent Scholars" creò il Premio Eisenstein, che viene assegnato biennalmente a membri dell'organizzazione che abbiano prodotto lavori con scopi/interessi indipendenti.

## Opere
(L'autrice è Elizabeth L. Eisenstein in mancanza di diversa indicazione.)
- The printing revolution in early modern Europe, 2nd edition, Cambridge UK; New York, Cambridge University Press, 2005, ISBN 0-521-84543-2.
- Grub Street abroad: aspects of the French cosmopolitan press from the age of Louis XIV to the French Revolution, Oxford; New York, Clarendon Press, 1992, ISBN 0-19-812259-4.
- Print culture and enlightenment thought, [Chapel Hill], Hanes Foundation, Rare Book Collection/University Library, University of North Carolina at Chapel Hill, 1986.
- The printing revolution in early modern Europe, abridged edition of The printing press as an agent of change, Cambridge UK; New York, Cambridge University Press, 1983, ISBN 0-521-25858-8.
- The printing press as an agent of change: communications and cultural transformations in early modern Europe, 2 vols., Cambridge UK; New York, Cambridge University Press, 1979, ISBN 0-521-22044-0.
- The First Professional Revolutionist: Filippo Michele Buonarroti, Cambridge, MA, Harvard University Press, 1959, ISBN 978-0-674-30400-0.